# Missió de Vigilància Aceh
La Missió de Vigilància Aceh (en anglès Aceh Monitoring Mission, AMM) fou una missió de vigilància establerta per la Unió Europea després del "Memoràndum d'entesa entre el Govern de la República d'Indonèsia i el Moviment de la Llei Lliure" signat el 15 d'agost de 2005 a Hèlsinki, Finlàndia. L'AMM és una de les missions sota la Política comuna de seguretat i defensa de la Unió Europea.

## Establiment d'AMM
L'Aceh Monitoring Mission, liderada per Pieter Feith, va ser creada per fer un seguiment de la implementació de diversos aspectes de l'acord de pau establert en el Memoràndum d'Entesa signat l'agost de 2005. La Unió Europea, juntament amb cinc països contribuents de ASEAN (Tailàndia, Malàisia, Brunei, Filipines i Singapur), Noruega i Suïssa, va proporcionar monitors per al procés de pau a Aceh (Indonèsia).
Després d'una breu presència interina (IMP) després de la signatura del Memoràndum d'Entitats, l'AMM es va iniciar oficialment el 15 de setembre de 2005, que abasta un període inicial de 6 mesos. Més tard es va estendre fins a desembre de 2006 i va continuar treballant fins al 2012. La presència d'AMM es va basar en una invitació oficial del GoI i amb el ple suport del lideratge del GAM.
L'AMM es va comprometre amb la missió de contribuir a una solució pacífica, integral i sostenible a la conflicte a Aceh. Això va ser encara més important pel tsunami i terratrèmol del 26 de desembre de 2004. En assumir la missió, la UE i l'ASEAN van respectar plenament la integritat territorial d'Indonèsia i van veure que el futur d'Aceh estava dins de l'estat unitari de la República d'Indonèsia. L'AMM era imparcial per naturalesa i no representava ni afavoria cap de les parts. El Cap de la Missió va informar al Consell de la Unió Europea a través del Comitè Polític i de Seguretat i a Javier Solana, Secretari General / Alt Representant del Consell de la UE sobre assumptes relacionats amb l'AMM. Informava a les parts, al CMI i als països que aporten continguts sobre possibles violacions del MoU.

## Objectius
L'objectiu de l'AMM era ajudar al Govern d'Indonèsia i al GAM en la implementació del MoU. L'AMM no va assumir un paper de negociació. Es va acordar que, si fos necessari durant el procés d'implementació, seria responsabilitat de les dues parts i del facilitador original (és a dir, el president de la Iniciativa de gestió de crisi (CMI)). Per al període definitiu del seu mandat del 15 de setembre de 2006 al 15 de desembre de 2006, es van emprendre les següents tasques:
- investigació i resolució de denúncies i presumptes violacions del Memoràndum d'entesa;
- establir i mantenir un enllaç i una bona cooperació amb les parts.

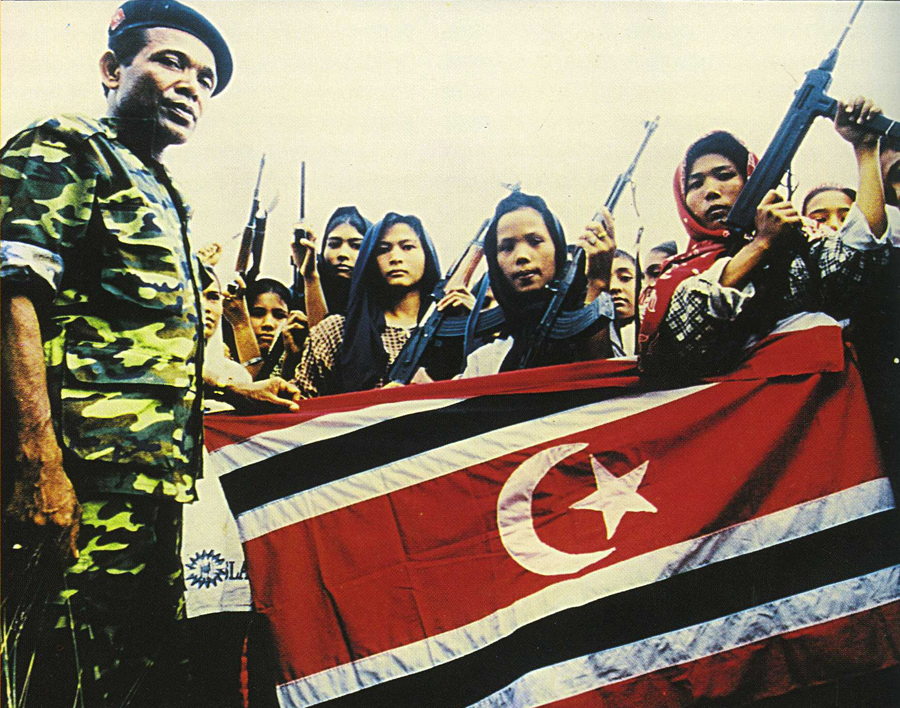
Insurgents a Aceh (1999)

Com a part de les tasques de l'AMM, el 5 de gener de 2006 es va completar totalment el desmantellament dels armaments del GAM i la reubicació de les forces militars i policials no organitzades. D'acord amb el memoràndum d'entesa, el GAM va lliurar totes les seves 840 armes a l'AMM i el 27 Desembre de 2005 va dissoldre oficialment la seva ala militar (TNA). Igualment, el govern va complir els seus compromisos mitjançant la reubicació de la seva força militar i policial no orgànica. La quantitat de forces policials i militars (TNI) que queden a Aceh es trobaven dins de la força màxima de 14.700 per al TNI i 9.100 per a la policia, d'acord amb el MoU.
Una de les dificultats que enforteix el treball de l'AMM va ser que hi ha una història de conflicte a Aceh. El 2012 "The Jakarta Post", per exemple, va assenyalar que "Aceh ha experimentat 138 anys de conflicte i només 15 anys de pau".

## Drets humans
L'AMM també ha supervisat la situació dels drets humans, el procés de canvi legislatiu i la reintegració dels membres del GAM. La Llei sobre el Govern d'Aceh va ser promulgada pel Parlament Nacional (DPR) l'11 de juliol de 2006 i signada pel President d'Indonèsia l'1 d'agost de 2006. A través de les discussions facilitades per AMM, les parts en el procés de pau van acordar consensuadament que no hi havia casos d'amnistia en disputa en virtut del Memoràndum d'Administració.
Com a resposta al progrés positiu del procés de pau i al ferm compromís de les parts per part de l'AMM, es va reduir el nombre de monitors a Aceh. A partir del 15 de setembre de 2006, la missió funcionava en una configuració de 36 monitors. Les oficines del districte d'AMM es van tancar el setembre de 2006. Posteriorment, la supervisió mòbil de Banda Aceh estava disponible per desplegar-se a tot l'Aceh quan fos necessari.
La missió comprenia personal amb experiència en tota la gamma de competències necessàries per complir les tasques de l'activitat. AMM era una missió civil i no militar. Els seus membres no portaven armes. Alguns monitors tenien antecedents militars perquè això era necessari per dur a terme certes tasques tècniques de control. Tots els monitors usaven camises blanques identificables amb el logotip d'AMM. Els monitors van realitzar les seves tasques de supervisió patrullant i comunicant amb ambdues parts, i realitzant inspeccions i investigacions, segons es requerís.
La missió va continuar treballant fins a mitjans de 2012. L'activitat es va formalitzar completament al maig de 2012, tot i que la UE va anunciar compromisos per seguir recolzant projectes de desenvolupament a Aceh en altres sectors com el medi ambient i les activitats de canvi climàtic.

## Despeses
Les despeses de la missió es van finançar a partir del pressupost de la UE (9,3 milions d'euros) i les contribucions dels estats membres de la Unió Europea i els països participants (6 milions d'euros).